# Inge Jaeger-Uhthoff

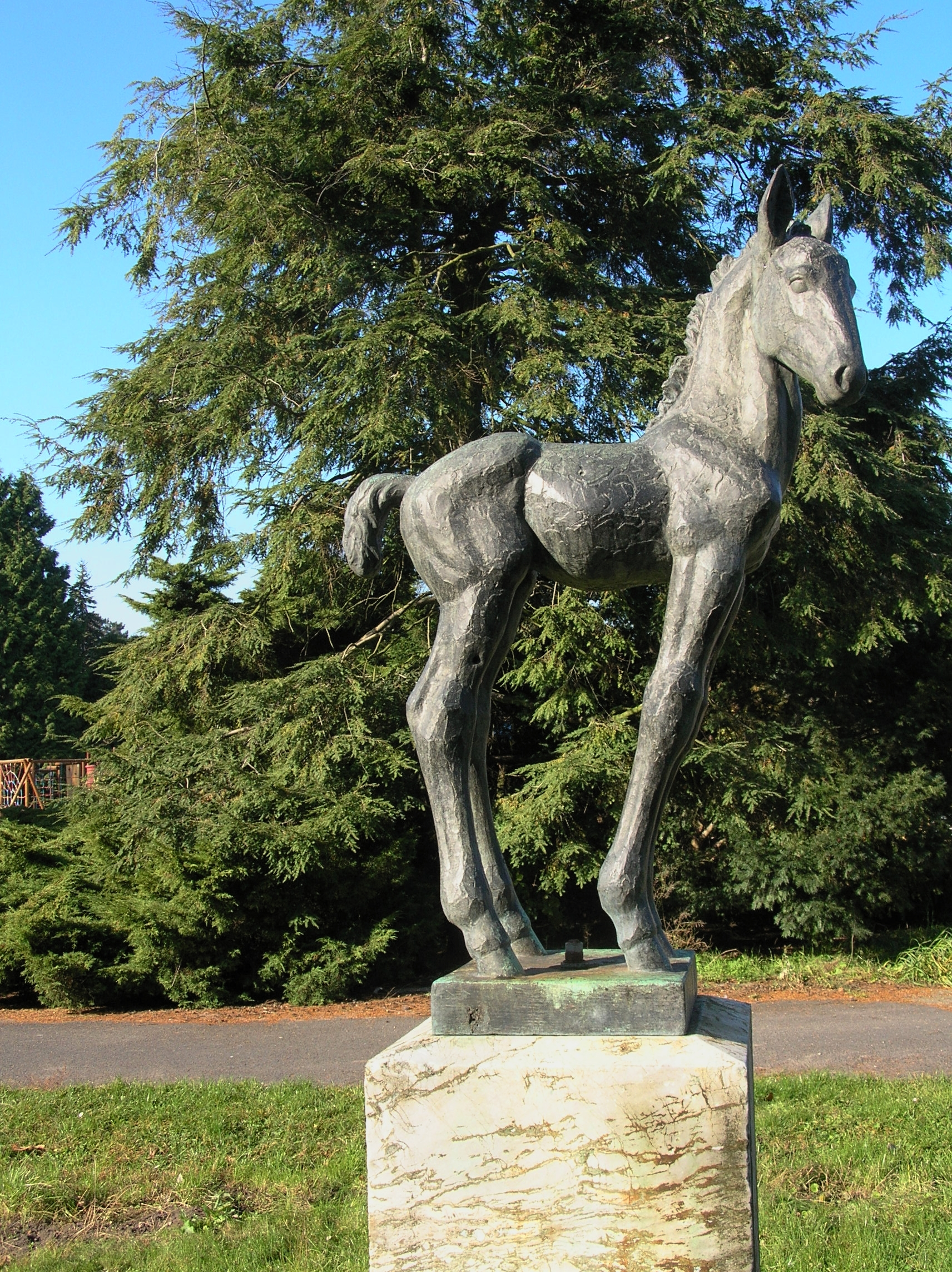
Brązowy pomnik źrebaka we wrocławskim Zoo, dzieło Inge Jaeger-Uhthoff (odlewnik H. Noack); Berlin 1939

Ingeborg Jaeger-Uhthoff (ur. 29 grudnia 1902 we Wrocławiu, zm. 22 października 1995 w Bielefeld) – niemiecka rzeźbiarka.
Studiowała rzeźbiarstwo pod kierunkiem Theodora von Gosena na Państwowej Akademii Sztuki i Rzemiosła Artystycznego we Wrocławiu, a także w Berlinie i Wyższej Szkole Sztuk Plastycznych w Dreźnie. Do wojny aktywna we Wrocławiu. Brała udział w wystawie Ausstellung der Kunstakademie (1922) i wystawie artystów śląskich (1932). Jest autorką rzeźb zwierząt, m.in. zachowanej do dziś statui źrebaka stojącej we wrocławskim Zoo. Po wojnie mieszkała w Meklemburgii, zaś po 1957 w Bielefeld-Sennestadt.
Od roku 1927 była żoną wrocławskiego architekta Albrechta Jaegera